# Ír Védelmi Erők
A Védelmi Erők (írül: Fórsaí Cosanta,hivatalos nevén Óglaigh na hÉireann) az Ír Köztársaság hivatalos, szárazföldi, légi és tengerészeti haderőnemeket is magába foglaló fegyveres állami szervezete.
A védelmi erők főparancsnoka Írország elnöke, írül az uachtarán.

## Írországhaderejének néhány összefoglaló adata
- Katonai költségvetés: 1 milliárd amerikai dollár, a GDP 0,7%-a.
- Teljes személyi állomány: 13 000 fő, ebből aktív 10 500 fő.
- Mozgósítható lakosság: 977 092 fő, ebből harci szolgálatra alkalmas 814 768 fő.

## Szárazföldi erő
Összlétszám: 8500 fő.

### Szervezete
Harcászati egységek:
- Déli dandár
- Keleti dandár
- Nyugati dandár
- védelmi erő kiképzőközpont

### Fegyverzete
Járművek
- 80 db Mowag Piranha
- FV101 Scorpion könnyű harckocsi (76,2 mm-es)
- Panhard AML (90 mm-es)

Kézifegyverek
- Steyr AUG A1 (5,56mm-es) gépfegyver
- Heckler & Koch HK416
- M203A1 40 mm gránát
- FN MAG GPMG (7,62 mm-es) gépfegyver
- H&K USP
- 60 mm-es Vektor (Mortar) aknavető
- 9 mm-es Browning automata pisztoly
- 84 mm-es SRAAW AT-4
- 7,62 mm FN MAG GPMG SF
- 12,7 mm Browning M2 HMG

Páncéltörő rakéták
- 84 mm-es Carl Gustav
- 84 mm FGM–148 Javelin

Tarackok, ágyúk
- 105 mm-es L118 & L119
- 81 mm-es
- 120 mm-es

Légvédelmi rakéták, gépágyúk
- RBS 70
- l60 AD
- l70 AD

## Légihadtest
Összlétszám: 850 fő.
Az országnak vadászrepülőgépei nincsenek, csak felfegyverezhető kiképző, szállító és futárrepülőgépei, valamint helikopterei vannak.

### Szervezete
- Légihadtest főparancsnoksága
- 1.sz. hadműveleti ezred
- 3.sz. hadműveleti ezred
- 4.sz. támogató ezred
- 5.sz. támogató ezred
- Kommunikációs és Információszolgáltatási (CIS) repülőszázad

### Fegyverzete
Repülők és helikopterek
- Aérospatiale Alouette III
- Eurocopter AS 365 Dauphin
- AgustaWestland AW139
- Beechcraft Super King Air 200
- CASA CN235 Persuader
- Eurocopter EC135
- Eurocopter AS 355 Twin Squirrel
- Gulfstream IV
- Learjet 45
- Pilatus PC–9
- Reims Cessna FR172H
- PBN Defender 4000

## Haditengerészet

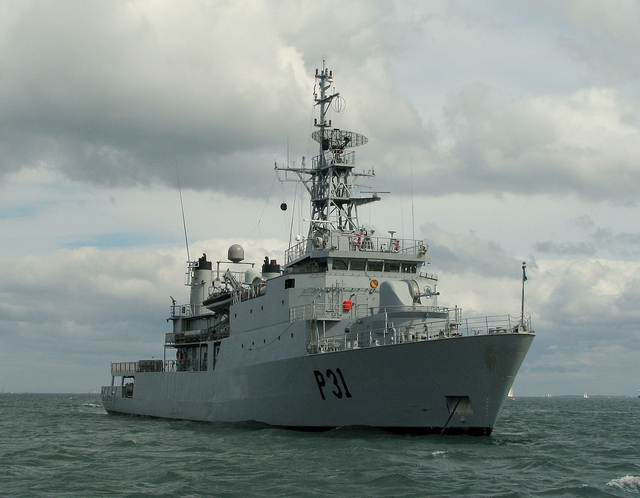
LÉ Eithne

Összlétszám: 1050 fő.
Hajók
- LÉ Aoife (P22)
- LÉ Aisling (P23)
- LÉ Eithne (P31)
- LÉ Orla (P41)
- LÉ Ciara (P42)
- LÉ Niamh (P52)
- LÉ Róisín (P51)
- LÉ Samuel Beckett (P61)